# Athletics
 Saison 2025 des Athletics
Les Athletics (Athletics en anglais) plus souvent appelés « A's » sont une franchise de la MLB (Major League Baseball) basée à West Sacramento en Californie. Fondée à Philadelphie en 1901, cette franchise est transférée à Kansas City en 1955 puis à Oakland en 1968. Dans l'attente d'un déménagement à Las Vegas, la franchise se domicilie à West Sacramento durant la période 2025–2027.
Les Athletics ont remporté 9 fois la Série mondiale. Les cinq premiers titres furent gagnés à Philadelphie entre 1910 et 1930 et les quatre derniers acquis à Oakland de 1972 à 1989.
Le nom d'Athletics est une référence aux nombreux clubs baptisés ainsi durant la seconde moitié du XIXe siècle au premier rang desquelles les Athletics de Philadelphie (1860-1876). La mascotte du grand éléphant blanc est liée à John McGraw, gérant des Giants de New York, qui surnomma l'équipe de Philadelphie « éléphant blanc ». C'est alors que Connie Mack décida d'en faire sa mascotte.
Après le départ des Golden Seals de la Californie de la Ligue nationale de hockey, des Warriors de Golden State de la National Basketball Association et des Raiders d'Oakland de la National Football League, les A's étaient la seule franchise masculine d'une ligue majeure à Oakland mais ils rejoindront Las Vegas en 2028.

## Palmarès
- Champion de Série mondiale (World Series) (9) : 1910, 1911, 1913, 1929, 1930, 1972, 1973, 1974, 1989 ;
- Champion de la ligue américaine (15) : 1902, 1905, 1910, 1911, 1913, 1914, 1929, 1930, 1931, 1972, 1973, 1974, 1988, 1989, 1990 ;
- Titres de division (15) : 1971, 1972, 1973, 1974, 1975, 1981, 1988, 1989, 1990, 1992, 2000, 2002, 2003, 2006, 2012, 2013 ;
- Meilleur deuxième : 2001, 2014, 2018, 2019.

## Histoire

### Athletics de Philadelphie (1901-1954)

Logo de 1940 à 1953

La franchise est fondée en 1901 au sein de la nouvelle Ligue américaine de Ban Johnson. Connie Mack est recruté comme gérant. Il prend également 25 % des parts de la franchise et suggère son nom : Athletics, en référence aux Athletics de Philadelphie, club actif de 1860 à 1876. Connie Mack est l'homme fort de la franchise pendant un demi-siècle. Le Grand Old Man of Baseball reste en effet en poste de 1901 à 1950 et, sous sa conduite, les Athletics remportent cinq séries mondiales en 1910, 1911, 1913, 1929 et 1930.
La franchise déménage à Kansas City malgré des propositions jusqu'à la dernière minute pour la maintenir à Philadelphie. C'est la conséquence de la vente des Athletics le 12 octobre 1954 à Arnold Johnson (en).

### Athletics de Kansas City (1955-1967)
Le transfert de la franchise à Kansas City est avant tout motivé par des considérations financières. Arnold Johnson signe ainsi un contrat avec les propriétaires du stade qui permet le déménagement de l'équipe si le nombre de spectateurs par saison n'excédait pas un million. En 1955, 1 393 054 spectateurs se déplacent au Municipal Stadium ; seuls les Yankees de New York et les Braves de Milwaukee font mieux.

Logo de 1963 à 1967

Autre caractéristique de la présidence Johnson est la relation établie avec les Yankees de New York. Nombre de bons jeunes joueurs sont vendus ou échangés contre d'anciennes gloires avec les Yankees. Roger Maris passa par les Athletics avant d'être transféré à New York.
Charlie Finley (en) achète la franchise le 19 décembre 1960. Il déclare qu'il est hors de question de transférer l'équipe et compte au contraire bâtir une grande équipe dans cette ville. Les résultats sous l'ère Johnson furent très médiocres, et malgré les intentions de Finley, ils le restent. De 1955 à 1967, les Athletics ne signent que des saisons négatives ; quatre d'entre elles avec plus de 100 défaites et un bilan cumulé de 829 victoires pour 1224 défaites (.404). Cette série de mauvais résultats lasse le public qui se fait rare au stade. Les affluences chutent à 600 000 spectateurs en moyenne par saison. Finley obtient le 18 octobre 1967 l'autorisation de transférer la franchise à Oakland en Californie.

### Athletics d'Oakland (1968-2024)

Logo de 1993 à 2024

Les Athletics font leurs débuts à Oakland au Oakland Alameda Coliseum. Le 8 mai 1968, Catfish Hunter lance un match parfait, le premier en Ligue américaine depuis 1922, contre les Minnesota Twins. Sous la conduite du manager Bob Kennedy (en), les A's terminent la saison avec 82 victoires pour 80 défaites ; c'est la première saison gagnante de la franchise depuis 1952.
Après deux autres bonnes saisons en 1969 et 1970, les A's terminent premiers de leur division en 1971 ce qui leur assure une participation aux séries éliminatoires ; une première pour la franchise depuis 1931. Écarté en série de championnat par les Orioles de Baltimore, les A's reviennent en séries en 1972 et disputent la Série mondiale contre les Reds de Cincinnati. En sept matches, les A's remportent le titre.
Oakland défend victorieusement son titre en 1973 et 1974. Les joueurs à la base de ces succès sont Reggie Jackson, Sal Bando (en), Joe Rudi (en), Bert Campaneris (en), Catfish Hunter, Rollie Fingers et Vida Blue. On retrouve les A's en séries éliminatoires en 1975, mais le parcours s'arrête en série de championnat face aux Red Sox de Boston.
L'avènement du régime des joueurs autonomes décime le solide effectif des A's. L'équipe pique du nez et les spectateurs se font rares aux guichets. En 1979, 3787 spectateurs de moyenne par match assistent aux matchs à domicile des A's qui terminent leur saison bon derniers de leur division avec 54 victoires pour 108 défaites.
L'équipe rebondit de 1980 et 1981 sous la conduite du gérant Billy Martin. En 1981, la saison s'achève en série de championnat face aux Yankees de New York, mais la franchise replonge ensuite jusqu'à l'arrivée du gérant Tony La Russa. Sous sa houlette, les A's participent quatre fois aux séries de fin de saison entre 1988 et 1992 et remportent la Série mondiale en 1989. Cette série face, lors de laquelle ils affrontent leurs voisins, les Giants de San Francisco, est restée fameuse pour le tremblement de terre qui frappa la Californie au début du troisième match de la Série mondiale.
Art Howe succède à Tony La Russa en 1996, puis Ken Macha prend le relais en 2003. Sous leur conduite, les A's se maintiennent parmi les bonnes formations de la Ligue en participant cinq fois en onze ans aux séries éliminatoires, sans toutefois atteindre la Série mondiale.
La saison 2007 est décevante avec les blessures de nombreux joueurs majeurs comme Rich Harden, Huston Street, Eric Chavez et Mike Piazza. Pour la première fois depuis 1998, le bilan de la saison est négatif avec 76 victoires pour 86 défaites.
En novembre 2006, l'organisation des Athletics a annoncé qu'elle déménagerait en 2011 à Fremont, toujours dans la baie de San Francisco, où elle serait accueillie dans un nouveau stade, le Cisco Field. Mais le projet ne se réalise jamais et le Cisco Field n'est pas construit. En 2017, les Athletics évoluent toujours au Oakland–Alameda County Coliseum.
Faute d'un nouveau terrain, la MLB approuve en novembre 2023 le déménagement des Athletics à Las Vegas en 2028.

## Trophées et honneurs individuels

### Joueur des Athletics au Temple de la renommée (Hall of Fame)
Joueurs élus principalement pour leurs performances sous le maillot des Athletics.
| - Frank Baker (Philadelphie 1908–1914) - Chief Bender (Philadelphie 1903–1914) - Mickey Cochrane (Philadelphie 1925–1933) - Eddie Collins (Philadelphie 1906–1914, 1927–1930) - Dennis Eckersley (Oakland 1987–1995) - Rollie Fingers (Oakland 1968–1976) - Jimmie Foxx (Philadelphie 1925–1935) - Lefty Grove (Philadelphie 1925–1933) - Rickey Henderson (Oakland 1979-1984, 1989-1993, 1994-1995, 1998) |  | - Catfish Hunter (Kansas City 1965–1967, Oakland 1968–1974) - Reggie Jackson (Kansas City 1967, Oakland 1968–1975 and 1987) - Nap Lajoie (Philadelphie 1901–1902, 1915–1916) - Connie Mack (Philadelphie 1901–1950) - Eddie Plank (Philadelphie 1901–1914) - Al Simmons (Philadelphie 1924–1932, 1940–1941, 1944) - Rube Waddell (Philadelphie 1902–1907) |

Autres joueurs intronisés au Temple de la renommée qui évoluèrent parfois brièvement chez les Athletics.
| - Orlando Cepeda (Oakland 1972) - Ty Cobb (Philadelphie 1927–1928) - Jimmy Collins (Philadelphie 1907–1908) - Stan Coveleski (Philadelphia 1912) - Elmer Flick (Philadelphie 1902) - Nellie Fox (Philadelphie 1947–1949) - Waite Hoyt (Philadelphie 1931) - George Kell (Philadelphie 1943–1946) - Willie McCovey (Oakland 1976) |  | - Joe Morgan (Oakland 1984) - Satchel Paige (Kansas City 1965) - Herb Pennock (Philadelphie 1912–1915) - Enos Slaughter (Kansas City 1955–1956) - Tris Speaker (Philadelphie 1928) - Don Sutton (Oakland 1985) - Zack Wheat (Philadelphie 1927) - Billy Williams (Oakland 1975–1976) |

### Numéros retirés
- 9 Reggie Jackson, champ extérieur, Kansas City 1967, Oakland, 1968-1975, 1987
- 24 Rickey Henderson, champ extérieur, Oakland, 1979-1984, 1989-1993, 1994-1995, 1998
- 27 Catfish Hunter, lanceur, Kansas City 1965-1967, Oakland, 1968-1974
- 34 Rollie Fingers, lanceur, Oakland, 1968-1976 et Dave Stewart, lanceur, Oakland, 1986–1992, 1995
- 42 Jackie Robinson, retiré par la MLB
- 43 Dennis Eckersley, lanceur, Oakland, 1987-1995

### Autres trophées et honneurs
| MVP de la saison (depuis 1911) : - Eddie Collins (1914) - Mickey Cochrane (1928) - Lefty Grove (1931) - Jimmie Foxx (1932 et 1933) - Bobby Shantz (1952) - José Canseco (1988) - Rickey Henderson (1990) - Jason Giambi (2000) - Miguel Tejada (2002) |  | Trophée Cy Young (depuis 1956) : - Vida Blue (1971) - Catfish Hunter (1974) - Bob Welch (1990) - Dennis Eckersley (1992) - Barry Zito (2002) Manager de l'année (depuis 1983) : - Tony La Russa (1988 et 1992) - Bob Melvin (2012 et 2018) Prix Roberto Clemente (depuis 1971) : - Dave Stewart (1990) |  | Recrue de l'année (depuis 1947) : - Harry Byrd (1952) - José Canseco (1986) - Mark McGwire (1987) - Walt Weiss (1988) - Ben Grieve (1990) - Bobby Crosby (2004) - Huston Street (2005) Prix Mariano Rivera (depuis 2014) : - Liam Hendriks (2020) |

## Les propriétaires des Athletics

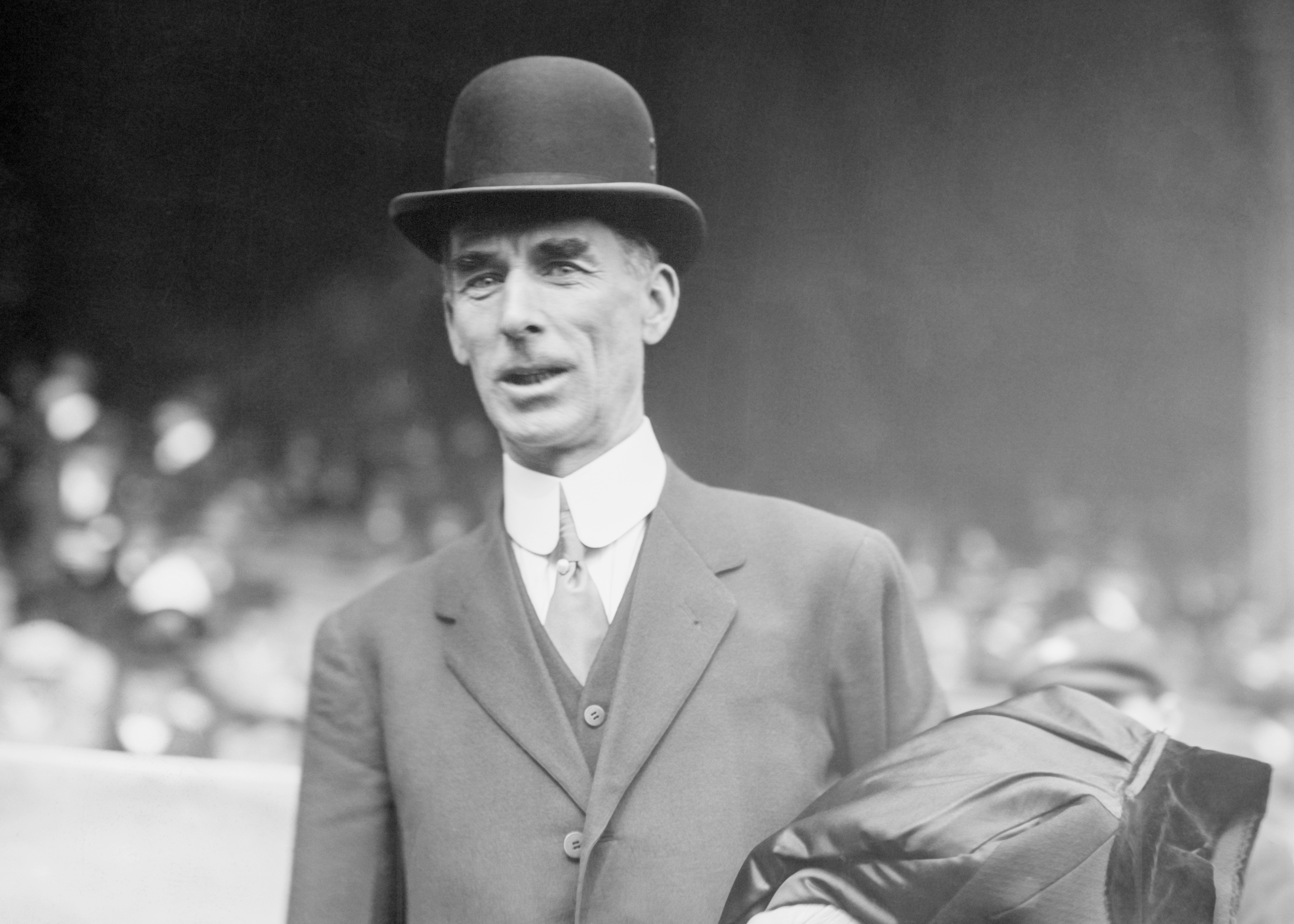
Connie Mack en 1911.

| Nom                               | Années    |
| --------------------------------- | --------- |
| Benjamin Shibe                    | 1901-1921 |
| Connie Mack                       | 1901-1954 |
| Earle Mack et Roy Mack            | 1950-1954 |
| Arnold Johnson                    | 1954-1960 |
| Charles Finley                    | 1960-1980 |
| Walter A. Haas, Jr.               | 1980-1995 |
| Stephen Schott et Kenneth Hofmann | 1995-2005 |
| Lew Wolff et John Fisher          | 2005-     |

## Les Athletics et les médias
Les matchs des Athletics sont retransmis par la station de radio KFRC. Au niveau de la télévision, les retransmissions sont assurées par KICU, une station locale basée à San José, et FSN Bay Area.
Le film Le Stratège, sorti en novembre 2011, fait référence à cette équipe de baseball avec Brad Pitt.

## Affiliations enligues mineures
| Niveau | Franchise             | Ligue                         | Ville         | État                   | Affilié depuis |
| ------ | --------------------- | ----------------------------- | ------------- | ---------------------- | -------------- |
| AAA    | Aviators de Las Vegas | Ligue de la côte du Pacifique | Las Vegas     | Nevada                 | 2019           |
| AA     | RockHounds de Midland | Texas League                  | Midland       | Texas                  | 1999           |
| A+     | Lugnuts de Lansing    | Midwest League                | Lansing       | Michigan               | 2021           |
| A-     | Ports de Stockton     | Ligue de Californie           | Stockton      | Californie             | 2005           |
| Rookie | ACL Athletics         | Arizona Complex League        | Phoenix       | Arizona                | 1988           |
| Rookie | DSL Athletics         | Dominican Summer League       | DSL Athletics | République dominicaine | 1992           |